# Hans-Werner Graf Finck von Finckenstein
Hans-Werner Bernhard Karl Graf Finck von Finckenstein (* 6. April 1926 in Frankfurt (Oder); † 7. August 2012) war ein deutscher Diplomat.

## Leben
Hans-Werner Graf Finck von Finckenstein wurde als jüngster Sohn der Barbara von Wulffen (1892–1971) und des Rittergutsbesitzers und Johanniterritters Ernst-Wilhelm Graf Finck von Finckenstein (1884–1932) in der Mark Brandenburg geboren. Sein älterer Bruder Karl-Wilhelm (1923–2010) war Bankier in Essen und Düsseldorf und kaufte 1992 den Stammsitz der Familie Alt Madlitz zurück. Er selbst erbte von seinem Großvater das Rittergut Ziebingen, das jenseits der Oder im damaligen Kreis Weststernberg lag, daher nach dem Krieg zu Polen gehörte und in den 1970er Jahren leider niederbrannte.
Hans-Werner Graf Finck von Finckenstein wuchs in Alt-Madlitz auf. Er besuchte das Internat im Schloss Neubeuern, bis es 1940 von den Nazis geschlossen wurde. Anschließend besuchte er die Hermann-Lietz-Schule Haubinda, war Flakhelfer, wurde 1942 zum Reichsarbeitsdienst eingezogen und wurde Panzergrenadier. 1945 nahm ihn die Rote Armee als Fahnenjunker-Unteroffizier bei Küstrin als Kriegsgefangenen fest. Er entwich aus der Kriegsgefangenschaft, fand seine Heimat von sowjetischen Truppen besetzt und schlug sich nach Holstein durch, wo er 1946 auf seine Mutter und seine Schwester Ursula traf, die aus Alt-Madlitz nach Holstein geflohen waren. Dort machte er dann am Johann-Heinrich-Voß-Gymnasium in Eutin sein Abitur.
Finckenstein studierte dann in Mainz Geschichte, Literatur und Philosophie.
1948 heiratete er in Mainz Birgit Peiper, Tochter des Professors Dr. med. Herbert Peiper und der Dr. phil. Erika Diener. Das Ehepaar Graf Finckenstein hatte drei Töchter, Donata, Iris und Bettina.
Ab 1948 schrieb er als Journalist für die Rheinisch-Pfalzische Rundschau in der französischen Zone. Später arbeitete er bei der Mainzer Allgemeinen Zeitung. In den 1960er Jahren arbeitete Finckenstein als Diplomatischer Korrespondent bei der Tageszeitung DIE WELT.
Sein Thema war und blieb die Politik. 1965 schrieb Finckenstein das Buch „Adenauer. Ein Porträt“ mit Fotos von Will McBride (Josef Keller Verlag) und verfasste ein Nachwort zu Heinz Schewes Werk „Die Schnurren des Nikita C.“. 1968 gab er mit Gerhard Jahn unter dem Titel „Wandel und Bewährung“ ausgewählte Reden und Schriften 1930–1967 von Herbert Wehner  heraus. Eugen Gerstenmaier behauptete von Finckenstein, er habe die Literatur in den Journalismus zurückgebracht.
Als Nachfolger von Eckart Hachfeld („Amadeus geht durchs Land“) schrieb er in der „WELT“ politisch-satirische Gedichte unter dem Namen „Bonnifaz“.
1968 trat Hans-Werner Graf Finck von Finckenstein vorübergehend in den Auswärtigen Dienst ein, da er sich zunehmend von der politischen Linie Axel Springers distanziert hatte. Nach den Jahren als Presseattaché in London (1968–1972) ging er von 1972 bis 1976 als stellvertretender Leiter der damaligen Deutschen Handelsmission nach Prag. 1973 trat er endgültig ins Auswärtige Amt ein. Von 1976 bis 1979 war er Generalkonsul in Boston.
Ab 1980 ging Finckenstein wieder nach Bonn, zunächst als Stellvertreter von Franz Jochen Schoeller; diesen löste er im Herbst 1980 als Chef des Protokolls des Auswärtigen Amtes der Bundesrepublik Deutschland ab.
Von 1984 bis 1987 war er Botschafter in Buenos Aires, Argentinien, danach bis 1991 als Nachfolger von Heinz Dittmann Botschafter in Mexiko.
Hans-Werner Graf Finck von Finckenstein wurde mit dem Bundesverdienstkreuz, dem Gregoriusorden des Vatikans, der französischen Auszeichnung Legion d´Honneur, sowie zahlreichen anderen Orden aus der ganzen Welt ausgezeichnet.

## Auszeichnungen
- 1966: Theodor-Wolff-Preis
- 1980: Großoffizier des portugiesischen Christusordens
- 1982: Großes Goldenes Ehrenzeichen mit dem Stern für Verdienste um die Republik Österreich[3]
- 1983: Verdienstkreuz 1. Klasse der Bundesrepublik Deutschland
- 1984: Großes Verdienstkreuz der Bundesrepublik Deutschland